# Franco Caprioli
Pour les articles homonymes, voir Caprioli.
Franco Caprioli (né le 5 avril 1912 à Mompeo, dans la province de Rieti, dans le Latium et mort le 8 février 1974) est un auteur italien de bandes dessinées.

## Biographie
Franco Caprioli était à la fois dessinateur et scénariste de la plupart de ses bandes dessinées. Après une brève carrière de peintre dans les années 1930, il débute en même temps que la création de Il Vittorioso en 1937, où pendant trois décennies il fait partie du personnel. 
C’est ce magazine qui publie sa première bande dessinée, Gino e Piero, en 1937. Avant-guerre, il fournit divers récits pour l'hebdomadaire catholique Il Vittorioso — comme Le Mystère du bouddah [sic ?] de Jade et Pino il Mozzo — mais aussi pour d’autres revues avec des planches de La tribu degli uomini del fiume en 1937 et des illustrations pour Argentovivo, divers récits pour Topolino (i.e. Mickey Mouse), dont L’Isola Giovedi en 1940-41, ainsi que pour Audace, La Vallée étincelante, puis La perla nera sur des textes de Giovanni Luigi Bonelli. 
Entre 1938 et 1941, il travaille également pour les éditions Vecchi Mondadori (L’Île Jouedi). En 1943, il collabore avec Il Corriere del Piccoli qui publie Nel Deserto di Cartagine en 1943, Nel Marcinese del sud et Fra i canchi de matarega. 
Après guerre, il dessine pour Giramondo L’Isola Tabu (L’île Tabou) en 1945 et pour Topolino I fanti di picche en 1947 (Les valets de pique), Nel mare cinese del sud et Le tigri di Sumatra en 1948. Pour Il Vittorioso, il produit de très nombreuses bandes entre 1948 et 1964 : Mino Dario e C (1947-1948), L’Elefante sacro (L’éléphant sacré en 1949), Una strana avventura (1954), Dakota Jim (1954) publié dans Le petit shérif, Rintintin et Rusty chez Sagédition ou dans Urka et Parade de la BD aux éditions des Remparts, Bianco Stendardo (1958), Yukon Selvaggio (Le Yukon sauvage en 1960).
La plupart des séries de Caprioli paraissent en France dans l’Épatant, aux éditions Impéria (Targa, Garry et Super Boy), Coq hardi, aux éditions des Remparts, chez Sagédition et dans le journal de Tintin. Il y signe L'éléphant sacré (1950), une série de cape et d'épée située aux Indes, La Rose du Donjon (1950), une bande médiévale sans phylactère mais avec des textes encadrés dans l'image, Les pêcheurs de perles (1950-51), Les faucons de la mer (1951), et Révolte aux Antilles (1952), une bande sur la révolte des esclaves en Haïti.
Mais comme Il Vittorioso, en perte de vitesse, traverse une crise, Caprioli est contraint de travailler pour l'Angleterre et la France entre 1963 et 1969, signant notamment pour les éditions Aventures et Voyages La Patrouille blanche sur des textes de Roger Lécureux entre 1965 et 1967 (diffusée dans Lancelot, Messire, En Garde et Carabina Slim).
Il délaisse un temps la bande dessinée pour y revenir en 1969, notamment pour Il Giornalino dans lequel il produit divers récits courts et adapte des romans classiques : Moby Dick, Michel Strogoff, Un Capitaine de 15 ans, 8 jours sur un radeau, Une descente dans le Maelstrom, L’Isola Misteriosa en 1971 (scénario de Claudio Nizzi), Il Corriere dello Zar en 1973 (texte de Raul Traverso alias Roudolph) et I Figli del Capitano Grant en 1974 (texte de Roudolph).